# Elena-Gabriela Ruse
Elena-Gabriela Ruse (Bucarest, 6 de noviembre de 1997) es una tenista rumana.
Hizo su debut en la WTA en el BRD Bucharest Open 2015 en el evento de dobles junto a Jaqueline Cristian.
Ella hizo su debut en Grand Slam en el Wimbledon 2018.

## Títulos WTA (1; 1+0)

### Individual (1)
| Leyenda                                |
| -------------------------------------- |
| Grand Slam (0)                         |
| Juegos Olímpicos (0)                   |
| WTA Tour Championships (0)             |
| P. Mandatory & Premier 5, WTA 1000 (0) |
| Premier, WTA 500 (0)                   |
| International, WTA 250 (1)             |

| N.º | Fecha               | Torneo   | Superficie    | Oponente en la final | Resultado   |
| --- | ------------------- | -------- | ------------- | -------------------- | ----------- |
| 1.  | 11 de julio de 2021 | Hamburgo | Tierra batida | Andrea Petković      | 7-6(6), 6-4 |

#### Finalista (2)
| N.º | Fecha               | Torneo           | Superficie    | Oponente en la final | Resultado   |
| --- | ------------------- | ---------------- | ------------- | -------------------- | ----------- |
| 1.  | 25 de julio de 2021 | Palermo          | Tierra batida | Danielle Collins     | 4-6, 2-6    |
| 2.  | 15 de junio de 2025 | 's-Hertogenbosch | Hierba        | Elise Mertens        | 3-6, 6-7(4) |

### Dobles (0)
| Leyenda                                |
| -------------------------------------- |
| Grand Slam (0)                         |
| Juegos Olímpicos (0)                   |
| WTA Tour Championships (0)             |
| P. Mandatory & Premier 5, WTA 1000 (0) |
| Premier, WTA 500 (0)                   |
| International, WTA 250 (0)             |

#### Finalista (1)
| N.º | Fecha               | Torneo   | Superficie    | Pareja             | Oponentes en la final              | Resultado   |
| --- | ------------------- | -------- | ------------- | ------------------ | ---------------------------------- | ----------- |
| 1.  | 21 de julio de 2019 | Bucarest | Tierra batida | Jaqueline Cristian | Viktória Kužmová Kristýna Plíšková | 4-6, 6-7(3) |

## Títulos ITF

### Individual (6)
| Leyenda             |
| ------------------- |
| Torneos de $100,000 |
| Torneos de $80,000  |
| Torneos de $60,000  |
| Torneos de $25,000  |
| Torneos de $15,000  |
| Torneos de $10,000  |

| Finales en surperficies |
| ----------------------- |
| Dura (0)                |
| Tierra batida (5)       |
| Césped (0)              |
| Carpet (0)              |

| Fecha                   | Category | Tournament            | Surface       | Opponent           | Score            |
| ----------------------- | -------- | --------------------- | ------------- | ------------------ | ---------------- |
| 13 de diciembre de 2015 | 10,000   | Antalya, Turquía      | Tierra batida | Ekaterine Gorgodze | 1-6, 7-6(3), 6-2 |
| 21 de febrero de 2016   | 10,000   | Antalya, Turquía      | Tierra batida | Josephine Boualem  | 7-6(3), 0-6, 6-1 |
| 28 de febrero de 2016   | 10,000   | Antalya, Turquía      | Tierra batida | Nina Potočnik      | 7-5, 4-6, 6-2    |
| 3 de abril de 2016      | 10,000   | Hammamet, Túnez       | Tierra batida | Julia Grabher      | 6-4, 6-1         |
| 6 de agosto de 2017     | 25,000+H | Bad Saulgau, Alemania | Tierra batida | Chiara Scholl      | 6-1, 6-2         |
| 13 de agosto de 2017    | 15,000   | Arad, Rumania         | Tierra batida | Nina Potočnik      | 6-4, 6-1         |

### Dobles (10)
| Leyenda             |
| ------------------- |
| Torneos de $100,000 |
| Torneos de $80,000  |
| Torneos de $60,000  |
| Torneos de $25,000  |
| Torneos de $15,000  |
| Torneos de $10,000  |

| Finales en surperficies |
| ----------------------- |
| Dura (2)                |
| Tierra batida (7)       |
| Césped (1)              |
| Carpet (0)              |

| Fecha                   | Category | Tournament                   | Surface       | Partner              | Opponents                                 | Score                  |
| ----------------------- | -------- | ---------------------------- | ------------- | -------------------- | ----------------------------------------- | ---------------------- |
| 14 de agosto de 2015    | 10,000   | Arad, Rumania                | Tierra batida | Jaqueline Cristian   | Andreea Ghițescu Katarína Strešnáková     | 6-3, 6-4               |
| 20 de febrero de 2016   | 10,000   | Antalya, Turquía             | Tierra batida | Petia Arshinkova     | Eleni Daniilidou Arina Folts              | 7-6(0), 6-4            |
| 27 de febrero de 2016   | 10,000   | Antalya, Turquía             | Tierra batida | Dasha Ivanova        | Adrijana Lekaj Viktoriya Tomova           | 7-6(1), 6-1            |
| 3 de abril de 2016      | 10,000   | Hammamet, Túnez              | Tierra batida | Katharina Hobgarski  | Ola Abou Zekry Snehadevi Reddy            | 6-4, 6-4               |
| 27 de agosto de 2017    | 25,000   | Hódmezővásárhely, Hungría    | Tierra batida | Eva Wacanno          | Martina Di Giuseppe Anna-Giulia Remondina | 6-3, 6-1               |
| 3 de septiembre de 2017 | 25,000   | Mamaia, Rumania              | Tierra batida | Anastasiya Komardina | Dea Herdželaš Oana Georgeta Simion        | 3-6, 6-1, [10-6]       |
| 9 de septiembre de 2018 | 60,000   | Montreux Open, Suiza         | Tierra batida | Andreea Mitu         | Laura Pigossi Maryna Zanevska             | 4-6, 6-3, [10-4]       |
| 2 de febrero de 2020    | 60,000   | Andrézieux-Bouthéon, Francia | Dura (i)      | Jaqueline Cristian   | Raluca Șerban Ekaterine Gorgodze          | 7-6(6), 6-7(4), [10-8] |
| 1 de noviembre de 2020  | 25,000   | Antalya, Turquía             | Dura (i)      | Jaqueline Cristian   | Maia Lumsden Melis Sezer                  | 6-3, 6-4               |
| 20 de junio de 2021     | 100,000  | Nottingham, Gran Bretaña     | Césped        | Monica Niculescu     | Priscilla Hon Storm Sanders               | 7-5, 7-5               |